# Muhammad Szatah
Mohammad Bahaa Chatah (ur. 1951, zm. 27 grudnia 2013) – libański ekonomista, dyplomata i polityk, sunnita. Studiował ekonomię na Uniwersytecie Amerykańskim w Bejrucie oraz University of Texas at Austin. Pracował dla MFW. W latach 1997–2000 był ambasadorem Libanu w USA. W latach 2008–2009 kierował ministerstwem finansów w rządzie Fouada Siniory. Zginął w wyniku wybuchu samochodu-pułapki wraz z pięcioma innymi osobami.